# Mea culpa (Album)
mea culpa ist der Titel des fünften Studioalbums der österreichischen Band Bilderbuch.

## Hintergrund
Nachdem das vorherige Album Magic Life sich ähnlich erfolgreich wie sein Vorgänger Schick Schock verkauft hatte und auf mehrheitlich positive Resonanz gestoßen war, veröffentlichte die Gruppe im Sommer 2018 eine Live-EP mit zwei Tracks sowie die neu aufgenommene Single eine nacht in manila.
Am 1. Dezember 2018 gab die Band bekannt, dass die Veröffentlichung zweier Alben bevorstehen würde, eines davon mit dem Titel mea culpa, das am 4. Dezember erschien, das andere sollte den Namen Vernissage My Heart tragen und ab 22. Februar 2019 käuflich zu erwerben sein.

## Rezeption
Die Journalistin der österreichischen Tageszeitung Der Standard Saoud zog Vergleiche mit Frank Ocean, der ähnlich wie Bilderbuch 2016 seine Alben kurzfristig angekündigt und veröffentlicht hatte. Daneben sei auch das Motiv der Superrichkids eine Parallele zum US-amerikanischen Sänger. Resümierend bemängelte die Kritikerin, dass das Album nur more of the same sei und Bilderbuch sich einen Status erarbeitete, durch den die Erwartungen an die Innovationskraft höher sei.
Gegenteilig beurteilte Samir Köck von der Zeitung Die Presse das Album: Eine schöne Überraschung sind die sanften Housebeats auf „Lounge 2.0“. Bilderbuch können auch French House à la Etienne de Crecy und Daft Punk. Köck lobte dabei nicht nur den stilistischen Bruch, sondern auch, dass die Texte seiner Ansicht nach unausdeutbar seien.

## Titelliste
| # | Titel                      | Länge |
| - | -------------------------- | ----- |
| 1 | Sandwishes                 | 3:14  |
| 2 | Taxi Taxi                  | 4:34  |
| 3 | Lounge 2.0                 | 3:00  |
| 4 | Emotion                    | 1:33  |
| 5 | Mein Herz bricht           | 5:18  |
| 6 | Megaplex                   | 4:41  |
| 7 | Memory Card                | 2:52  |
| 8 | Checkpoint (Nie Game Over) | 4:32  |
| 9 | Aloe Vera                  | 4:55  |